# Archanara paludicola
Archanara paludicola är en fjärilsart som beskrevs av Jacob Hübner 1817. Archanara paludicola ingår i släktet Archanara och familjen nattflyn. Inga underarter finns listade i Catalogue of Life.